# Arachnéa
Arachnéa est le vingt-quatrième tome de la série de bande dessinée Thorgal, dont le scénario a été écrit par Jean Van Hamme et les dessins réalisés par Grzegorz Rosiński.

## Synopsis
Thorgal et sa famille quittent leur île, dont trop d'ennemis connaissent à présent l'emplacement, et partent en quête d'un autre endroit où vivre. Au cours d'une tempête, les deux barques sur lesquelles il naviguent se trouvent séparées. Thorgal et Louve s'échouent sur une île inconnue, où ils sont confrontés à un démon-araignée, Arachné, auquel les iliens sacrifient l'un des leurs 2 fois par an.

## Personnages
Personnages par ordre d'apparition :
- Thorgal
- Aaricia
- Louve
- Lehla
- Jolan
- Darek
- Muff
- Maïka
- Dracon
- Arachnéa
- Séréna
- Eliocle

## Publication
- Le Lombard, avril 1999,  (ISBN 2-8036-1362-X)
- Le Lombard, 2010,  (ISBN 978-2-8036-1362-5)